# 養鬼吃人7：死亡使者
《養鬼吃人7：死亡使者》（英語：Hellraiser: Deader），是一部於2005年上映的恐怖片，也是養鬼吃人系列的第七部，Rick Bota執導。

## 劇情
以採訪奇人軼事出名的倫敦前衛報記者艾咪克林，某日在報社編輯查爾斯辦公室親眼目睹由瑪拉寄來一捲關於〝死人復活〞的儀式，引起她想前往羅馬尼亞布加勒斯特一探究竟的慾望。根據包裹上的住址，艾咪來到瑪拉住所，卻發現瑪拉早已自殺身亡，只留下一捲預錄的影帶與.....

## 外部連結
- 官方网站
- 互联网电影数据库（IMDb）上《養鬼吃人7：死亡使者》的资料（英文）